# Lantschbauer Graben
Der Lantschbauer Graben, auch Pfirsichgraben genannt, ist ein gut 0,6 Kilometer langer Bach im Gebiet der Marktgemeinden Peggau und Semriach im Bezirk Graz-Umgebung in der Steiermark. Er entspringt im östlichen Grazer Bergland und mündet von rechts kommend in den Rötschbach.

## Verlauf
Der Lantschbauer Graben entsteht in einem Waldgebiet am Westhang des Weißecks an einem nach Westen verlaufenden Höhenzug, nordöstlich der Rotte Friesach und nordwestlich der Streusiedlung Rötschgraben, etwa 5 Meter südlich des Pfirsichgrabenweges auf ca. 506 m ü. A.
Der Bach fließt anfangs in einem flachen Rechtsbogen entlang des Waldrandes nach Südsüdwesten, ehe er nach rund 175 Metern den Wald verlässt und auf einen geraden Südsüdwestkurs schwenkt. Auf diesem bleibt er für rund 35 Meter, unterquert dabei den Pfirsichgrabenbach und erreicht erneut ein Waldgebiet. Danach fließt der Lantschbauer Graben in einem flachen Linksbogen, bevor er nach etwa 180 Metern den Wald wieder verlässt und in einem flachen Rechtsbogen an mehreren Häusern, darunter dem Bauernhof vulgo Lantschbauer, vorbeifließt. Er bleibt dabei immer auf einem Kurs nach Südsüdwesten. Nach rund 140 Metern quert der Lantschbauer Graben direkt hintereinander den Pfirsichgrabenweg, den Lantschbauerweg und schließlich die Landesstraße L318. Kurz vor der Querung der Landesstraße schwenkt er auf einen relativ geraden Südkurs, auf dem er auch bis zu seiner Mündung bleibt. Direkt vor der Mündung quert der Lantschbauer Graben noch den Mühlweg. Der Bach fließt in seinem Oberlauf durch einen Graben, der im Osten vom Weißeck und im Westen von nach Süden streichenden Ausläufern des Höhenzuges zwischen dem Draxlerkogel und dem Weißeck gebildet wird.
Nach gut 0,6 Kilometer langem Lauf mündet der Bach mit einem mittleren Sohlgefälle von rund 14 % etwa 87 Höhenmeter unterhalb seines Ursprungs, ungefähr 75 Meter südlich der Landesstraße L318, der Semriacherstraße, südöstlich der Rotte Friesach und südwestlich der Streusiedlung Rötschgraben in den Rötschbach.
Auf seinem Lauf nimmt der Lantschbauer Graben keine anderen Wasserläufe auf.